# Alicia Silverstone
Pour les articles homonymes, voir Silverstone.
Alicia Silverstone, est une actrice et productrice américaine née le 4 octobre 1976 à San Francisco en Californie.

## Biographie
Alicia Silverstone nait le 4 octobre 1976 à San Francisco, d'une mère écosaise et un père anglais, de religion juive. Son père, est agent immobilier, et sa mère, fut hôtesse de l'air. Elle est la plus jeune des trois enfants, mais elle a également une demi-sœur anglaise, Kezi Silverstone, chanteuse pop, et un demi-frère, David Silverstone, nés d’un premier mariage de son père.
Dès l'âge de 12 ans, elle prend des cours d'art dramatique. Au bout de quelques cours seulement, elle retient l'attention de Carolyn Kessler, qui lui propose de devenir son agent.

### Carrière
Sa première apparition à l'écran est une publicité pour Domino's Pizza. Elle étudie au San Mateo High School, situé en Californie, où elle est cheerleader. Parallèlement, elle joue dans une série télévisée, Les Années coup de cœur (The Wonder Years). Après un succès dans The Crush, elle se fait émanciper à l'âge de 15 ans, pour se lancer dans sa carrière d'actrice et de productrice.
Elle a tourné dans 3 clips du groupe Aerosmith : Cryin', Amazing et Crazy en 1993-1994.
Elle obtient son plus gros succès cinématographique en 1995, dans le film Clueless, et fonde sa propre société de production, First Kiss Productions.
Au moment où on la retrouve interprétant Batgirl dans Batman & Robin, le magazine People se déchaîne injustement pour railler ses problèmes de poids. Le premier rôle lui échappe d'ailleurs dans la nouvelle version américaine de Mon père, ce héros, les producteurs la jugeant trop grosse.
En 2000, elle est l'un des rôles principaux du film indépendant Peines d'amour perdues, adaptée de la pièce éponyme de William Shakespeare, qui est pour la première fois portée à l'écran et qui fut présentée le 14 février 2000 hors compétition à la Berlinale 2000.
En 2004, elle joue le rôle de la méchante dans l'adaptation du dessin animé Scooby doo  Scooby-Doo 2 : Les monstres se déchaînent aux côtés de Freddie Prinze Jr. et Sarah Michelle Gellar. Cette comédie familiale réalise de bons résultats au box-office, mais ne séduit pas la critique. Il devient, par ses résultats au box-office, le 15e plus gros succès de l'année 2004.
En 2004, elle obtient le premier rôle dans le feuilleton télévisé Miss Match, déprogrammé par la chaîne NBC au bout de 11 épisodes seulement.
En 2005, elle est en tête d'affiche du film Beauty Shop, aux côtés de Queen Latifah, qui fait plus de 37 millions de dollars de recettes.
En 2016, elle est l'une des interprètes principaux dans le film indépendant King Cobra, face à James Franco et Christian Slater, qui est une adaptation du livre intitulé Cobra Killer d'Andrew E. Stoner et Peter A. Conway, racontant la vie de Brent Corrigan, ainsi que le meurtre, en 2007, de Bryan Kocis, fondateur et producteur du label de films pornographiques gay Cobra Video, qui avait découvert l'acteur,. Le film est sélectionné dans la catégorie « Midnight » et projeté au Festival du film de Tribeca en avril 2016. Toujours la même année, elle est à l'affiche du film indépendant Catfight, qui obtient d'excellentes critiques.
Puis toujours en 2016 elle joue dans le film Qui garde le chien?, au côté de Ryan Kwanten, qui sort le 13 septembre 2016 aux États-Unis et qui reçoit de bonnes critiques,.
En 2017, elle prend part au récit intimiste Mise à mort du cerf sacré, ayant pour co-vedettes Colin Farrell et Nicole Kidman, qui récolte 10 millions de dollars de recettes.
En 2018, elle apparaît en jouant avec Diane Keaton et Jane Fonda dans la comédie Le Book Club, où un groupe de femmes se retrouve transformé par la lecture de Cinquante nuances de Grey d'E. L. James.

### Vie privée
Elle se marie en 2005 avec Christopher Jarecki, le chanteur du groupe S.T.U.N., qu'elle a épousé au Lac Tahoe le 11 juin 2005.
Le 5 mai 2011, elle donne naissance à leur premier enfant nommé Bear Blu Jarecki.
Elle déclenche une polémique en mars 2012 en mettant en ligne une vidéo d'elle pratiquant la pré-mastication (en) pour son fils.
En février 2018, Alicia Silverstone et Christopher Jarecki annoncent leur divorce après vingt ans de vie commune et douze ans de mariage.
Elle parle couramment le français.

### Convictions politiques
Alicia Silverstone est connue comme militante pour les droits des animaux et pour l'environnement. Elle voulait être végétarienne déjà à l'âge de huit ans, mais il lui a fallu des années pour réussir à cesser complètement de manger de la viande. « En fin de compte, j'ai pensé : si je n'étais pas prête à manger un chien, je ne devrais pas manger d'animaux du tout. »
Elle a également contribué en donnant 500 $ pour le candidat démocrate à la Présidence des États-Unis Dennis Kucinich, pour l'élection de 2004. Elle a également soutenu la candidature à la présidentielle de Barack Obama.

## Filmographie

### Cinéma

#### Longs métrages
- 1993 : The Crush d'Alan Shapiro : Adrian Forrester / Darian
- 1995 : The Babysitter de Guy Ferland : Jennifer
- 1995 : Le Nouveau Monde (A New World) d'Alain Corneau : Trudy Wadd
- 1995 : Souvenirs de l'au-delà (Hideaway) de Brett Leonard : Regina
- 1995 : Clueless d'Amy Heckerling : Cher Horowitz
- 1995 : Enquête sous contrôle (True Crime) de Pat Verducci : Mary Giordano
- 1997 : Excess Baggage de Marco Brambilla : Emily T. Hope
- 1997 : Batman & Robin de Joel Schumacher : Barbara Wilson / Batgirl
- 1999 : Première sortie (Blast from the Past) de Hugh Wilson : Eve
- 2000 : Peines d'amour perdues (Love's Labour's Lost) de Kenneth Branagh : Princesse de France
- 2002 : Au cœur du rock (Global Heresy) de Sidney J. Furie : Natalie Bevin
- 2002 : Le Casse (Scorched) de Gavin Grazer : Sheila Rilo
- 2004 : Scooby-Doo 2 de Raja Gosnell : Heather Jasper-How
- 2005 : Beauty Shop, de Bille Woodruff : Lynn
- 2005 : Silence Becomes You de Stephanie Sinclaire : Violet
- 2006 : Alex Rider : Stormbreaker (Stormbreaker) de Geoffrey Sax : Jack Starbright
- 2008 : Tonnerre sous les tropiques (Tropic Thunder), de Ben Stiller : elle-même
- 2011 : Le Jour où je l'ai rencontrée (The Art of Getting By) de Gavin Wiesen (de) : Mme Herman
- 2011 : La Famille Pickler (Butler) de Jim Field Smith : Julie Emmet
- 2012 : Vamps d'Amy Heckerling : Goody
- 2013 : Gods Behaving Badly de Marc Turtletaub : Kate
- 2013 : Ass Backwards de Chris Wilson : Laurel
- 2014 : Angels in Stardust de William Robert Carey : Tammy
- 2015 : Jungle Shuffle de Taedong Park et Mauricio De la Orta : Sacha (voix)
- 2016 : King Cobra de Justin Kelly : Janette
- 2016 : Catfight d'Onur Tukel : Lisa
- 2016 : Qui garde le chien? (Who Gets the Dog ?) d'Hugh Botko : Olive Greene
- 2017 : Mise à mort du cerf sacré (The Killing of a Sacred Deer) de Yórgos Lánthimos : La mère de Martin
- 2017 : Journal d'un dégonflé : un looong voyage (Diary Of A Wimpy Kid: The Long Haul) de David Bowers : Susan Heffley
- 2017 : The Tribes Of Palos Verdes d'Emmett Malloy et Brendan Malloy : Ava
- 2018 : Le Book Club (Book Club) de Bill Holderman : Jill
- 2019 : The Lodge de Veronika Franz et Severin Fiala : Laura
- 2020 : Bad Therapy de William Teitler : Susan Howard
- 2020 : Ma belle-soeur bien aimée (Sister of the Groom) d'Amy Miller Gross : Audrey
- 2020 : Valley Girl de Rachel Lee Goldenberg : Julie adulte (non créditée)
- 2022 : Senior Year d'Alex Hardcastle : Deanna
- 2022 : The Requin de Le-Van Kiet : Jaelyn
- 2022 : Last Survivors de Drew Mylrea : Henrietta (également productrice exécutive)
- 2023 : Reptile de Grant Singer : Judy Nichols
- 2023 : Mustache de Imran J. Khan : Miss Martin
- 2023 : Perpetrator de Jennifer Reeder : Hildie Baptiste
- 2024 : Krazy House de Steffen Haars et Flip van der Kuil : Eva Christian
- 2024 : Y2K de Kyle Mooney : Robin
- 2025 : Bugonia de Yórgos Lánthimos
- 2025 : Pretty Thing de Justin Kelly

#### Courts métrages
- 2011 : Beastie Boys: Fight for Your Right Revisited d'Adam Yauch : La patronne du café
- 2019 : In the Time It Takes to Get There de Zach Braff : Eliza

### Télévision

#### Séries télévisées
- 1992 : Les Années coup de cœur (The Wonder Years) : Jessica
- 2001 - 2003 : Sourire d'enfer (Braceface) : Sharon Spitz
- 2003 : Miss Match : Kate Fox
- 2007 : The Singles Table : Georgia
- 2011 : Childrens Hospital : Kelly
- 2012 : Suburgatory : Eden
- 2015 : Making a Scene with James Franco : Janet / Marcy D'Arcy / Charlotte
- 2017 : Jeff & Some Aliens : Alison / Denise / Scarlett (voix)
- 2018 : American Woman : Bonnie Nolan
- 2019 : Bajillion Dollar Properties : Annabelle Shelly
- 2020 : Les Baby-sitters (The Baby-Sitters Club) : Elizabeth Thomas-Brewer
- 2021 : Les Maîtres de l'univers : Révélation (Masters of the Universe: Revelation) : Reine Marlena (voix)
- 2022 : American Horror Stories : Erin

#### Téléfilms
- 1993 : Coupable d'ignorance (Scattered Dreams) de Neema Barnette : Phyllis Messenger
- 1993 : Passion enflammée (Torch Song) de Michael Miller : Delphine
- 1994 : Cool and the Crazy de Ralph Bakshi : Roslyn

### Théâtre
- 1993 : Carol's Eve : Debbie
- 2002 : The Graduate (Le Lauréat) : Elaine

### Clips
- 1993 : Cryin' (Aerosmith)
- 1994 : Amazing (Aerosmith)
- 1994 : Crazy (Aerosmith)

### Comme productrice
- 1997 : Excess Baggage
- 2001 : Sourire d'enfer (TV)

## Distinctions

### Récompenses
- 1995 : Bravo Otto de la meilleure révélation féminine pour Clueless (1996).
- 1996 : American Comedy Awards de l'actrice la plus drôle dans un rôle principal pour Clueless (1996).
- 1996 : Blockbuster Entertainment Awards de la meilleure révélation féminine préférée pour Clueless (1996).
- 1996 : MTV Movie + TV Awards de la meilleure performance féminine pour Clueless (1996).
- 1996 : MTV Movie + TV Awards de l'actrice la plus désirable pour Clueless (1996).
- 1997 : The Stinkers Bad Movie Awards de la pire actrice dans un second rôle pour Batman & Robin (1997).
- 1997 : The Stinkers Bad Movie Awards de la pire actrice pour Excess Baggage (1997).
- 18e cérémonie des Razzie Awards 1998 : Pire actrice dans un second rôle pour Batman & Robin (1997) pour le rôle de Barbara Wilson/Batgirl.
- 1998 : Yoga Awards de la pire actrice étrangère pour Batman & Robin (1997) pour le rôle de Barbara Wilson/Batgirl et pour Excess Baggage (1997).

### Nominations
- 1995 : Bravo Otto de la meilleure actrice pour Clueless.
- 1995 : YoungStar Awards de la meilleure performance pour une jeune actrice principal pour Clueless.
- 8e cérémonie des Chicago Film Critics Association Awards 1996 : Meilleure actrice pour Clueless.
- 1996 : Kids' Choice Awards de l'actrice de film préférée pour Clueless.
- 1996 : MTV Movie + TV Awards de la meilleure performance comique pour Clueless.
- 1996 : Young Artist Awards de la meilleure jeune actrice principal pour Clueless.
- 18e cérémonie des Razzie Awards 1998 : Pire actrice pour Excess Baggage.
- 8e cérémonie des Satellite Awards 1998 : Meilleure actrice dans une série télévisée musicale ou comique pour Miss Match.
- 43e cérémonie des Razzie Awards 2023 : Pire actrice pour The Requin.

## Anecdotes
- Afin de pouvoir gérer toute seule sa carrière d'actrice, elle s'est fait émanciper à l'âge de 15 ans[réf. nécessaire].
- Elle est une des plus ferventes supportrices de la PETA, association américaine de protection des animaux[réf. nécessaire].
- Elle est connue pour avoir toujours refusé les photos nues, ainsi que les scènes de film ou de théâtres dénudées. Ainsi, lorsqu'elle a joué dans la pièce Le Lauréat à Broadway, elle a exigé de porter des sous-vêtements, dans une scène normalement dénudée.[réf. nécessaire]

## Voix francophones
En France, Claire Guyot est la voix régulière d'Alicia Silverstone.

### En France
- Claire Guyot dans :
  - The Crush
  - Batman et Robin[17]
  - Beauty Shop
  - Stormbreaker[17]
  - La Famille Pickler
  - Mise à mort du cerf sacré
  - Journal d'un dégonflé : Un looong voyage
- Nathalie Régnier dans :
  - Suburgatory (série télévisée)
  - Catfight

Et aussi
- Sylvie Jacob dans The Babysitter
- Sauvane Delanoë dans Souvenirs de l'au-delà
- Anneliese Fromont dans Clueless
- Nathalie Spitzer dans Enquête sous contrôle
- Marjorie Frantz dans Excess Baggage
- Aurélia Bruno dans Première sortie
- Céline Mauge dans Miss Match (série télévisée)
- Véronique Desmadryl  dans Scooby-Doo 2 : Les Monstres se déchaînent
- Sara Viot dans Le Book Club
- Laetitia Lefebvre dans Reptile

### Au Québec
.
- Violette Chauveau dans : 
  - Le Coup de foudre[18]
  - Scooby-Doo 2 : Monstres en liberté[18]
  - La Recette du succès[18]
- Aline Pinsonneault dans : 
  - Batman & Robin[18]
  - Stormbreaker : Les Aventures d'Alex Rider[18]